# Raisins et Grenades
Raisins et Grenades est un tableau réalisé par le peintre français Jean Siméon Chardin en 1763. Cette huile sur toile de format horizontal est une nature morte qui représente principalement un pichet entouré de grenades, de raisins, d'une poire, d'un couteau, de deux pommes et de deux verres. Tout comme son pendant, La Brioche, l'œuvre est conservée au musée du Louvre, à Paris, depuis un don par Louis La Caze en 1869.

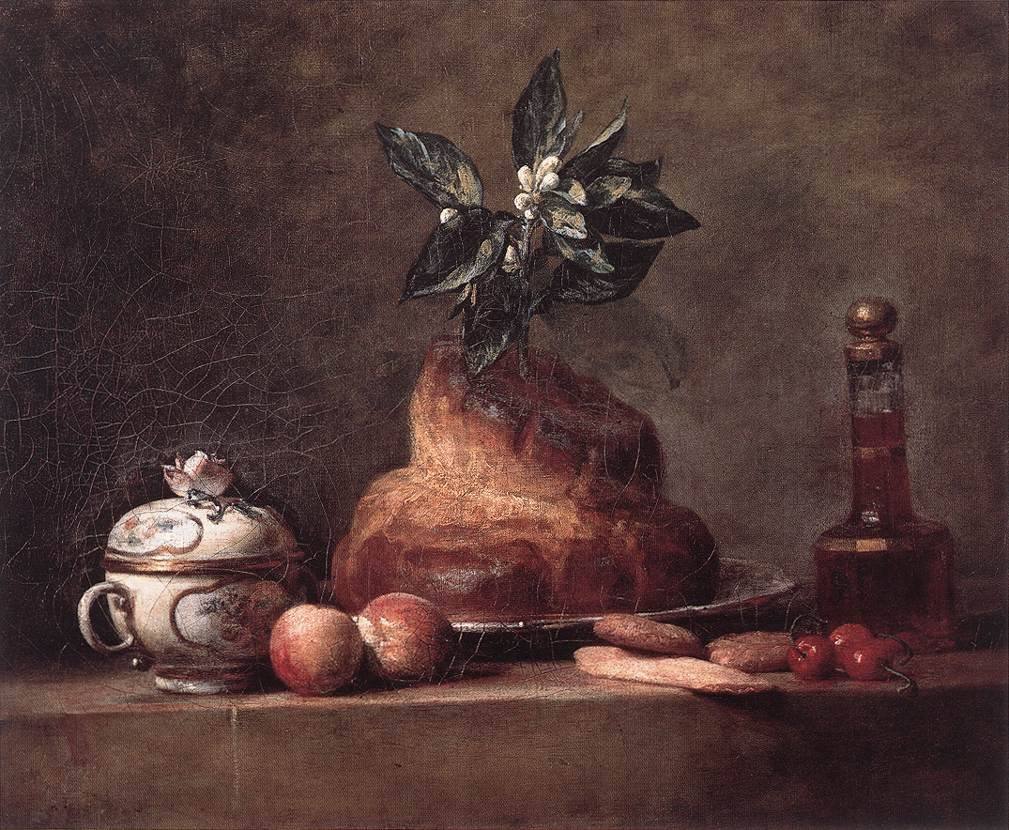
La Brioche, 1763 – Musée du Louvre, Paris.